# La Rivière du sixième jour
La Rivière du sixième jour (titre original : A River Runs Through It) est un roman court semi-autobiographique de l'écrivain américain Norman Maclean (1902-1990) publié dans le recueil de même nom en 1976.

## Résumé
La nouvelle est centrée sur la famille Maclean, dans le Montana de la première moitié du XXe siècle. Une passion commune pour la pêche à la mouche réunit Norman, le fils aîné (le narrateur), et son turbulent frère Paul et leur père John, rigoriste pasteur presbytérien.

## Succès
Proposé au prix Pulitzer de littérature de 1977, le recueil de nouvelles est finalement écarté par les membres du jury au motif qu'il est trop proche de la réalité pour être considéré comme de la fiction.
La Rivière du sixième jour a néanmoins rencontré un succès immédiat, auprès des pêcheurs à la mouche certes, mais aussi en direction d'un large public, au point d'être aujourd'hui considéré comme un classique, à l'instar de l'œuvre d'un Thoreau ou d'un Hemingway.

## Adaptation cinématographique
- Et au milieu coule une rivière (A River Runs Through It), 1992, réalisé par Robert Redford, avec comme acteurs notamment Brad Pitt, Craig Sheffer, Tom Skerritt, Brenda Blethyn ou encore Emily Lloyd.